# Jadílson
José Jadílson dos Santos Silva (Maceió, 4 december 1977), ook wel kortweg Jadílson genoemd, is een Braziliaans voetballer.